# Dimitrie Gusti
Dimitrie Gusti (Iași, 13 febbraio 1880 – Bucarest, 30 ottobre 1955) è stato un sociologo, etnologo, storico e filosofo volontarista romeno.

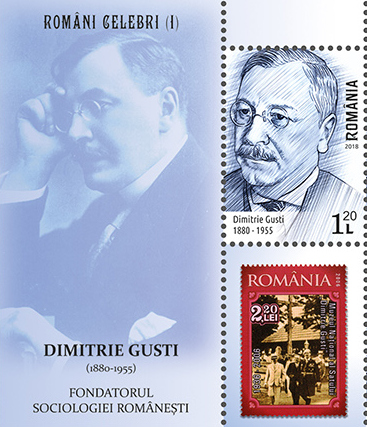
L'effigie di Gusti su un francobollo romeno del 2018

Fu professore all'Università di Iaşi e all'Università di Bucarest, fu anche ministro dell'educazione della Romania dal 1932 al 1933. Gusti fu eletto membro a vita dell'Accademia romena nel 1919 e ne fu presidente dal 1944 al 1946. Fu il principale contributore alla nascita della scuola romena di sociologia.
Fu un esponente di spicco del Partito dei Contadini e in seguito del Partito Nazionale dei Contadini che lo assorbì.

## Biografia
Nato a Iași, si iscrisse alla facoltà di lettere dell'Università di Iași e proseguì gli studi in Germania, prima all'Università Federico Guglielmo di Berlino e poi all'Università di Lipsia, ove ottenne il dottorato in filosofia nel 1904. Nel 1905 si dedicò agli studi di sociologia, giurisprudenza ed economia politica all'Università Federico Guglielmo.
Gusti divenne professore al dipartimento di storia antica, etica e sociologia dell'Università di Iaşi nel 1910, e fu uno dei principali contributori alla nascita della scuola romena di sociologia. Nel 1920 si trasferì a Bucarest, dove proseguì l'attività accademica come professore del dipartimento di sociologia, etica, politica ed estetica dell'Università di Bucarest. Le sue lezioni attrassero l'interesse della comunità accademica e di studenti con retroterra culturali e politici notevolmente diversi, dall'estremista di destra Mircea Vulcănescu, al comunista Miron Constantinescu, all'austromarxista Henri H. Stahl, fino all'artista di sinistra Lena Constante).
Fondatore della Scuola di Sociologia di Bucarest e di altri istituti accademici, condusse, fra il 1925 e il 1948, un'intensa ricerca sui villaggi romeni, che pubblicò in dettagliate monografie. In questo lavoro fu assistito da Gheorghe Vlădescu-Răcoasa e da Stahl. Nel 1936, insieme con lo stesso Stahl e con Victor Ion Popa, Gusti fondò il Museo del Villaggio a Bucarest.
Abbandonò il Partito Nazionale dei Contadini nel 1938, in disaccordo con la decisione di opporsi al regime autoritario del re Carlo II, e decise di collaborare con il nuovo Fronte di Rinascita Nazionale. Di conseguenza, fu minacciato dall'ascesa del movimento fascista della Guardia di Ferro che portò alla nascita dello Stato Nazionale Legionario. In seguito alla ribellione dei Legionari e alla sconfitta della Guardia di Ferro, inviò un telegramma congratulatorio al Conducător Ion Antonescu.
Dopo la fine della Seconda guerra mondiale, Gusti fu avvicinato dal governo comunista con offerte di collaborazione. Fu invitato a presenziare a cerimonie ufficiali in Unione Sovietica, e divenne membro della Società romena per l'amicizia con l'Unione Sovietica.
Gusti fu membro di una loggia massonica di Iași.
Morì a Bucarest nel 1955 e fu sepolto al cimitero Eternitatea di Iași.

## Teoria
Gusti definì la sua visione della società in base a un insieme di principi:
- La società è composta di "unità sociali", gruppi di uomini legati da un'attività organizzativa volontaria e spiritualmente interconnessi.
- L'essenza della vita è la "volontà sociale".
- La "volontà sociale" si esprime nell'economia e nella spiritualità, entrambe regolate dalla legge e dalla politica.
- La "volontà sociale" è condizionata da fattori appartenenti a quattro categorie fondamentali e parallele: cosmici, biologici, psicologici e storici.
- I cambiamenti provocati dai fattori sono noti come "processi sociali".
- Le premesse dello sviluppo che si possono osservare nella società presente e possono essere predette con una certa precisione, sono note come "tendenze sociali".

Ideatore del metodo sociologico monografico, tuttora adottato dalla Scuola di Bucarest, Gusti favorì e teorizzò un'intensa osservazione diretta di unità sociali e fenomeni, così come un approccio interdisciplinare, per cui il lavoro di ricerca doveva essere svolto non solo con la collaborazione di esperti di scienze sociali, ma estendendo il gruppo di lavoro a medici, agronomi, insegnanti e così via.

## Opere principali
- Egoismus und Altruismus, 1904
- Die soziologischen Betrehungen in der neuen Ethik, 1908
- Cosmologia elenă, 1929
- Sociologia militans, (vol. 1, 1935; voll. 2–3, 1946)
- Enciclopedia României, voll. I-IV, Bucarest, 1938, 1943
- Cunoaştere şi acţiune în serviciul naţiunii, (2 voll., 1939)
- Problema sociologiei, 1940
- La science de la réalité sociale, 1941